# Anna Bańkowska (polityk)
Anna Danuta Bańkowska z domu Wysocka (ur. 30 kwietnia 1946 w Żninie) – polska polityk i ekonomistka, w latach 1995–1998 prezes Zakładu Ubezpieczeń Społecznych, posłanka na Sejm X, I, II, III, IV, VI i VII kadencji.

## Życiorys
W 1968 ukończyła studia na Wydziale Handlowo-Towaroznawczym Wyższej Szkoły Ekonomicznej w Poznaniu. Od 1970 do 1991 była zatrudniona w Fabryce Maszyn Rolniczych w Inowrocławiu.
Od 1976 do rozwiązania partii w 1990 należała do Polskiej Zjednoczonej Partii Robotniczej. Członkini Ligi Kobiet Polskich. Od 1984 do 1990 zasiadała w Miejskiej Radzie Narodowej w Inowrocławiu (od 1988 wchodziła w skład jej prezydium).
W latach 1989–2005 sprawowała mandat posła na Sejm, początkowo z ramienia PZPR, następnie z listy Sojuszu Lewicy Demokratycznej (od 1995 należała do Socjaldemokracji Rzeczypospolitej Polskiej, od 1999 do SLD). W Sejmie pełniła m.in. funkcję przewodniczącej Komisji Polityki Społecznej i Rodziny. W latach 1995–1998 pełniła funkcję prezesa Zakładu Ubezpieczeń Społecznych.
W marcu 2004 wraz z grupą posłów z Sojuszu Lewicy Demokratycznej i Unii Pracy z Markiem Borowskim na czele wzięła udział w założeniu nowej partii, Socjaldemokracji Polskiej. Od 2006 do 2007 była radną sejmiku kujawsko-pomorskiego III kadencji.
W wyborach parlamentarnych w 2007 ponownie uzyskała mandat poselski, otrzymując w okręgu bydgoskim 7227 głosów. W kwietniu 2008 przystąpiła do klubu Lewica (we wrześniu 2010 przemianowanym na klub SLD), rezygnując z członkostwa w SDPL i powracając później do SLD (weszła w skład rady krajowej tej partii). W wyborach w 2011 z powodzeniem ubiegała się o reelekcję, dostała 16 203 głosy. W Sejmie VII kadencji została ponownie członkinią KP SLD jako jego wiceprzewodnicząca. Objęła też m.in. funkcję zastępcy przewodniczącego Komisji Polityki Społecznej i Rodziny, zasiadła także w Komisji ds. Kontroli Państwowej. W 2015 nie wystartowała w kolejnych wyborach parlamentarnych.

## Odznaczenia
Odznaczona m.in. Srebrnym Krzyżem Zasługi (1984), Medalem „Pro Memoria” (2005), Złotą i Srebrną Odznaką Polskiego Towarzystwa Ekonomicznego, Odznaką Honorową Za Zasługi w rozwoju województwa bydgoskiego.